# 比利亚德卡内斯
比利亚德卡内斯，是西班牙卡斯蒂利亚-莱昂莱昂省的一个市镇。 总面积17平方公里，总人口2233人（001年），人口密度131人/平方公里。